# Nemaglossa
Nemaglossa brevis es una  especie de coleóptero adéfago de la familia Carabidae y el único miembro del género monotípico Nemaglossa.